# کارل پریزو
کارل پریزو (انگلیسی: Carl Priso؛ زادهٔ ۱۰ ژوئیهٔ ۱۹۷۹) بازیکن فوتبال اهل کامرون است.
از باشگاه‌هایی که در آن بازی کرده‌است می‌توان به باشگاه فوتبال ستاره سرخ، باشگاه فوتبال تورکی یونایتد، و باشگاه فوتبال کمنیتس اشاره کرد.